# Fungiacyathus granulosus
Espèce
Statut CITES
Fungiacyathus granulosus est une espèce de coraux appartenant à la famille des Fungiacyathidae.